# Kochosa asterix
Espèce
Kochosa asterix est une espèce d'araignées aranéomorphes de la famille des Lycosidae.

## Distribution
Cette espèce est endémique d'Australie. Elle se rencontre dans l'Est de la Nouvelle-Galles du Sud, dans le Sud-Est du Queensland, au Victoria et en Tasmanie.

## Description
Le mâle holotype mesure 3,79 mm et la femelle paratype 5,00 mm, les mâles mesurent de 3,40 à 4,15 mm et les femelles de 5,00 à 11,25 mm.

## Systématique et taxinomie
Cette espèce a été décrite Framenau, Castanheira et Yoo en 2023.

## Étymologie
Cette espèce est nommée en référence à Astérix.

## Publication originale
- Framenau, Castanheira & Yoo, 2023 : « The artoriine wolf spiders of Australia: the new genus Kochosa and a key to genera (Araneae: Lycosidae). » Zootaxa, no 5239(3), p. 301-357.